# Bahmut
Bahmut (ukrajinski: Бахмут) grad je u istočnoj Ukrajini. Službeno je administrativno središte gradske zajednice Bahmut i Rajona Bahmut u Donjeckoj oblasti. Grad se nalazi na rijeci Bahmutka, oko 90 kilometara sjeverno od Donjecka, administrativnog središta oblasti. Bakmut je bio proglašen gradom regionalnog značaja do 2020. godine, kada je naziv ukinut. U siječnju 2022. imao je procijenjenu populaciju od 71.094 stanovnika.
Povijesno gledano, Bahmut je bio glavni grad Slavenosrbije (1753. – 1764.), koju su osnovali doseljenici srpske i drugih nacionalnosti. Od 1920. do 1924. grad je bio administrativno središte novonastale gubernije Donjec Ukrajinske SSR u Sovjetskom Savezu. Grad je bio poznat kao Artemivsk ili Artemovsk između 1924. i 2016. godine.
Od ruske invazije na Ukrajinu koja je započela u veljači 2022., Bahmut je bio mjesto velike bitke između ruskih i ukrajinskih snaga, pri čemu su ruske snage većinom zauzele grad i većinom ga uništile, a većina stanovništva pobjegla.
Nakon što su u srpnju 2022. osvojili Sjeverodonjeck, Rusi su svoju pažnju usmjerili prema gradu Bahmutu 65 kilometara južnije. U slučaju osvajanja Bahmuta, Rusi su htjeli postići preduvjete za daljnji nastavak ofenzive na Slovjansk i Kramatorsk. Glavna udarna snaga ruskih vojski u ovoj bitci postali su plaćenici Privatne vojne kompanije Wagner, koje je vlasnik kompanije Jevgenij Prigožin novačio po ruskim zatvorima. Bitke koje su se razvile u okolici ovoga grada podsjećale su na velike rovovske bitke sa zapadnog bojišta iz Prvog svjetskog rata. Unovačeni Wagnerovci jurišali bi u "ljudskim valovima" na ukopane ukrajinske obrambene položaje, pri čemu bi svježe unovačeni zatvorenici jurišali prvi, služeći kao topovsko meso. Jedan ukrajinski vojnik ruske napade opisao je riječima: "Napreduju korak po korak, a u međuvremenu izgube puno ljudi. Tek kada je prvi val iscrpljen ili smanjen, [...] šalju iskusnije borce, često s boka, koji pokušavaju pregaziti [...] obranu". Iako su tijekom siječnja 2023. Rusi uspjeli osvojiti gradić Soledar blizu Bahmuta,  do početka ožujka 2023., prema ukrajinskim procjenama, Wagner je u bitkama za Bahmut izgubio nekih 30 000 boraca.